# Ken Curtis

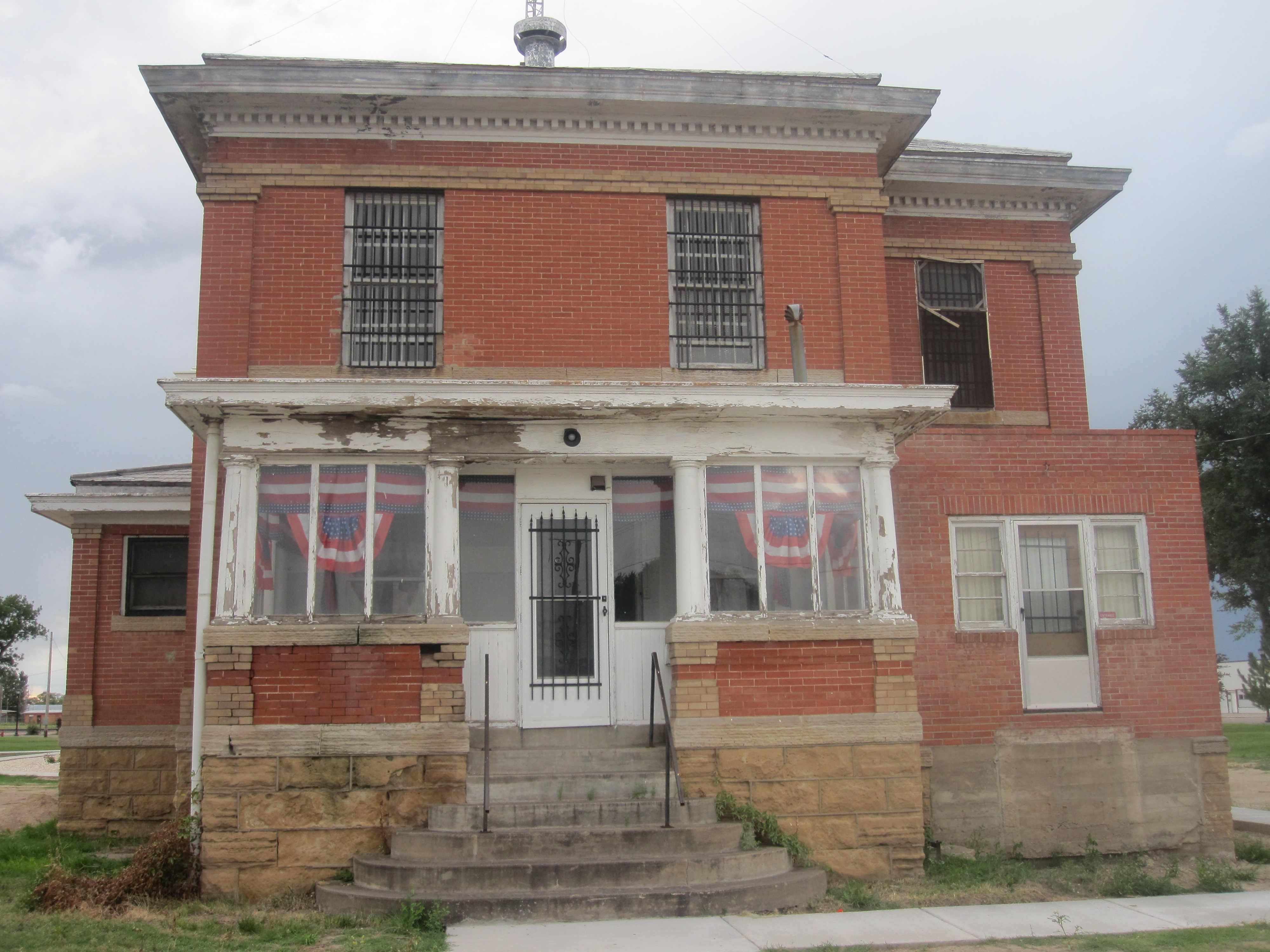
A antiga prisão de Bent County em Las Animas, no sudeste do Colorado, onde Ken Curtis viveu quando menino

Ken Curtis, nascido Curtis Wain Gates (Lamar, 2 de julho de 1916 - Fresno, 28 de abril de 1991) foi um cantor e ator estadunidense mais conhecido por seu papel como Festus Haggen na série de televisão western da CBS Gunsmoke. Embora ele tenha aparecido em Gunsmoke anteriormente em outros papéis, ele foi escalado como Festus no episódio 8 da temporada 13, 8 de dezembro de 1962, "Us Haggens". Sua próxima aparição foi na 9ª temporada, episódio 2, 5 de outubro de 1963 como Kyle Kelly, em "Lover Boy". Curtis se juntou ao elenco de Gunsmoke permanentemente como Festus em "Prairie Wolfer", episódio 9 da temporada 16, 18 de janeiro de 1964.

## Biografia

### Primeiros anos
Nascido o caçula de três meninos em Lamar, no Condado de Prowers, no sudeste do Colorado, Curtis viveu seus primeiros dez anos em uma fazenda em Muddy Creek, no leste do Condado de Bent. Em 1926, a família mudou-se para Las Animas, a sede do condado de Bent County, para que seu pai, Dan Sullivan Gates, pudesse concorrer ao cargo de xerife. A campanha foi bem-sucedida e Gates serviu de 1927 a 1931 como xerife do condado de Bent. A família morava abaixo da prisão, já que a prisão era o segundo andar inteiro e sua mãe, Nellie Sneed Gates, cozinhava para os prisioneiros. A prisão está localizada para fins de preservação histórica nas dependências do Tribunal do Condado de Bent em Las Animas.
Curtis era o quarterback de seu time de futebol da Bent County High School e tocava clarinete na banda da escola. Ele se formou em 1935. Durante a Segunda Guerra Mundial, Curtis serviu no exército dos Estados Unidos de 1943 a 1945.
Ele frequentou o Colorado College para estudar medicina, mas saiu pouco depois para seguir sua carreira musical.

## Música

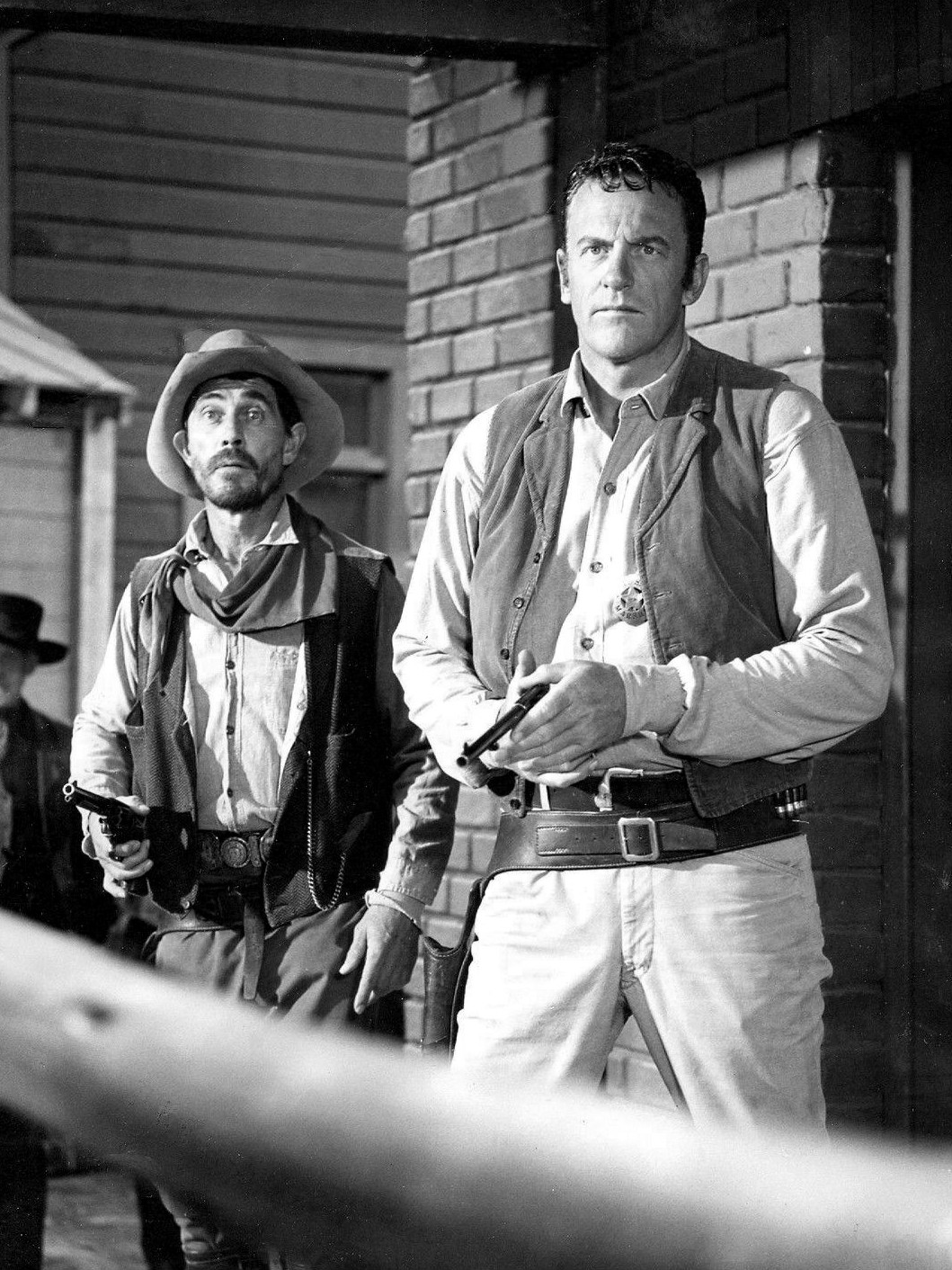
Ken Curtis como Festus Haggen e James Arness como Matt Dillon, 1968

Curtis era cantor antes de começar a atuar, e combinou as duas carreiras quando ele entrou no cinema. Curtis estava com a banda Tommy Dorsey em 1941 e sucedeu Frank Sinatra como vocalista até Dick Haymes substituir Sinatra contratualmente  em 1942. Curtis pode ter servido simplesmente como seguro contra a provável deserção de Sinatra, e foi Dorsey quem sugeriu que Gates mudasse seu nome para Ken Curtis. Curtis então se juntou a Shep Fields e His New Music em uma banda.
Curtis conheceu sua primeira esposa, Lorraine Page, no Universal Studios, e eles se casaram em 1943. Durante grande parte de 1948, Curtis foi cantor e apresentador do programa de rádio de música country WWVA Jamboree.
Ken Curtis juntou-se aos Sons of the Pioneers como vocalista de 1949 a 1952. Seus grandes sucessos com o grupo incluíram "Room Full of Roses" e "(Ghost) Riders in the Sky".

## Filme
A Columbia Pictures assinou contrato com Curtis em 1945. Ele estrelou uma série de westerns musicais com The Hoosier Hot Shots, tocando cantores românticos de cowboys.
Através de seu segundo casamento, Curtis era genro do diretor de cinema John Ford. Curtis se uniu a Ford e John Wayne no Rio Grande. Ele era um cantor da banda fictícia do filme The Regimental Singers, que na verdade consistia no Sons of the Pioneers; Curtis não está listado como um membro do elenco principal. É possível que ele tenha participado um pouco, mas Curtis é mais lembrado como Charlie McCorry em The Searchers, The Quiet Man, The Wings of Eagles, The Horse Soldiers, The Alamo e How The West Was Won. Curtis também se juntou à Ford, junto com Henry Fonda, James Cagney, William Powell e Jack Lemmon, na comédia clássica da Marinha Mister Roberts. Ele apareceu nos três filmes únicos produzidos por CV Whitney Pictures, de Cornelius Vanderbilt Whitney: The Searchers (1956); The Missouri Traveler (1958), com Brandon deWilde e Lee Marvin; e The Young Land (1959), com Patrick Wayne e Dennis Hopper. Em 5 Passos para o Perigo (filme de 1957), ele não é creditado como o agente do FBI Jim Anderson. Curtis também produziu dois filmes de monstros com orçamento extremamente baixo em 1959, The Killer Shrews e The Giant Gila Monster. Além disso, na adaptação cinematográfica 'Conagher', baseada em um livro do popular escritor Louis L'Amour, ele estrelou ao lado de Sam Elliott como um pecuarista idoso.
Curtis estrelou cinco vezes na série de televisão ocidental Have Gun Will Travel with Richard Boone. Em 1959, ele apareceu como cowhand Phil Jakes no episódio da quarta temporada de Gunsmoke, "Jayhawkers". Ele também atuou como ator de circo Tim Durant em um episódio de Perry Mason, "O caso do palhaço desajeitado", que foi ao ar originalmente em 5 de novembro de 1960. Mais tarde, ele apareceu no Ripcord, um programa de ação / aventura consagrado pela primeira vez sobre uma empresa que presta serviços de paraquedismo, juntamente com sua estrela principal Larry Pennell. Esta série foi realizada de 1961 a 1963, com 76 episódios de 30 minutos de duração. Curtis desempenhou o papel de James (Jim) Buckley e Pennell era seu jovem discípulo Theodore (Ted) McKeever. Esse programa de televisão ajudou a gerar interesse no paraquedismo esportivo.

## Gunsmoke

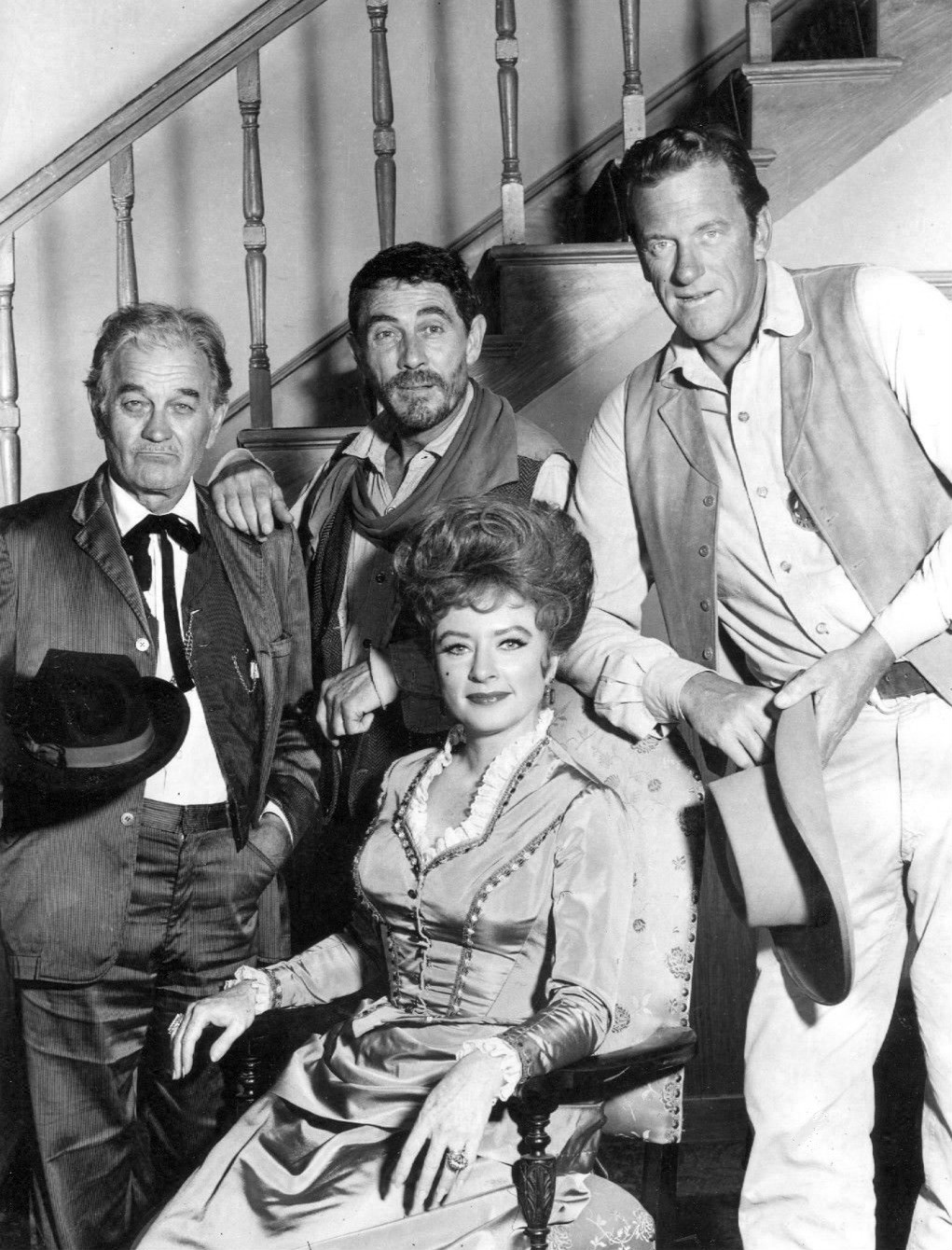
Milburn Stone, Ken Curtis, Amanda Blake e James Arness

Curtis permanece mais conhecido por seu papel como Festus Haggen, o deputado desalinhado, mal-humorado e analfabeto de Gunsmoke. Enquanto o marechal Matt Dillon teve um total de cinco deputados em duas décadas, Festus manteve o papel por mais tempo (11 anos), em 304 episódios. Festus foi inspirado em "Cedar Jack" (Frederick Munden), um homem da infância de Curtis em Las Animas. Cedar Jack, que morava 24 quilômetros ao sul da cidade, ganhava a vida cortando postes de cerca de cedro. Curtis observou muitas vezes que Jack vinha para Las Animas, onde muitas vezes acabava bêbado e na prisão do pai de Curtis. O caráter de Festus era conhecido, em parte, pelo sotaque rural, curioso e emotivo que Curtis desenvolveu para o papel, mas que não refletia a voz real de Curtis.
Além de se envolver nas aparições pessoais habituais que a maioria das estrelas da televisão se compromete a promover seu programa, Curtis também viajou pelo país realizando um show com tema western em feiras, rodeios e outros locais em que o Gunsmoke não estava em produção e mesmo alguns anos depois do show ter sido cancelado. Curtis também fez campanha por Ronald Reagan em 1976, durante a futura tentativa do presidente de garantir a nomeação republicana do titular Gerald Ford.
Em dois episódios de Gunsmoke, Carroll O'Connor foi uma estrela convidada; anos depois, Curtis atuou como detetive de polícia aposentado no programa da NBC, O'Connor, In the Heat of the Night. Ele dublou Nutsy, o abutre, no filme de animação da Disney de 1973, Robin Hood. Uma década depois, ele voltou à televisão na curta série ocidental The Yellow Rose, na qual executou a maioria de suas cenas com Noah Beery, Jr..

### Últimos anos
Em 1981, Curtis foi introduzido no Hall da Fama dos Artistas de Western no National Cowboy &amp; Western Heritage Museum em Oklahoma City, Oklahoma.
O último papel de Curtis foi como o velho criador de gado "Seaborn Tay" na produção televisiva Conagher (1991), do autor de western Louis L'Amour. Sam Elliott estrelou o papel principal, e a co-estrela de Curtis Gunsmoke, Buck Taylor (New O'O'Brien), interpretou um homem mau no mesmo filme. O pai de Buck Taylor, Dub Taylor, teve um papel menor nisso. Ele se juntou ao elenco de Gunsmoke em 1967, substituindo o deputado anterior, Thaddeus "Thad" Greenwood, interpretado por Roger Ewing.
Curtis casou-se com Torrie Connelly em 1966. Eles se casaram até sua morte em 1991 e ele teve dois enteados.
Uma estátua de Ken Curtis como Festus pode ser encontrada na Avenida Pollasky, 430, em Clovis, Califórnia, no Condado de Fresno, em frente à União dos Empregados Educacionais. Nos seus últimos anos, Curtis residiu em Clovis.
Curtis era republicano .

## Morte
Curtis morreu em 28 de abril de 1991, enquanto dormia, de um ataque cardíaco em Fresno, Califórnia. Ele foi cremado e suas cinzas foram espalhadas nas planícies do Colorado.

## Filmografia selecionada
- Santa Fe Trail (1940) – Officer singing at celebration (sem créditos)
- Rhythm Round-Up (1945) – Jimmy Benson
- Song of the Prairie (1945) – Dan Tyler
- Out of the Depths (1945) – Buck Clayton
- Throw a Saddle on a Star (1946) – Curt Walker
- That Texas Jamboree (1946) – Curt Chambers
- Cowboy Blues (1946) – Curt Durant
- Singing on the Trail (1946) – Curt Stanton
- Lone Star Moonlight (1946) – Curt Norton
- Over the Santa Fe Trail (1947) – Curt Mason
- Riders of the Pony Express (1949) – Tom Blake
- Stallion Canyon (1949) – Curt Benson
- Call of the Forest (1949) – Bob Brand
- Everybody's Dancin' (1950) – Ken – Member Sons of the Pioneers
- Rio Grande (1950) – Donnelly – Regimental Singer (sem créditos)
- Don Daredevil Rides Again (1951) – Lee Hadley aka Don Daredevil
- Fighting Coast Guard (1951) – Ken – Member Sons of the Pioneers
- The Quiet Man (1952) – Dermot Fahy (uncredited)
- The Long Gray Line (1955) – Specialty (uncredited)
- Mr. Roberts (1955) – Yeoman 3rd Class Dolan
- The Searchers (1956) – Charlie McCorry
- 5 Steps to Danger (1956) – FBI Agent Jim Anderson (sem créditos)
- The Wings of Eagles (1957) – John Dale Price
- Spring Reunion (1957) – Al
- The Missouri Traveler (1958) – Fred Mueller
- The Last Hurrah (1958) – Monsignor Killian
- Escort West (1958) – Trooper Burch
- The Young Land (1959) – Lee Hearn
- The Horse Soldiers (1959) – Cpl. Wilkie
- The Killer Shrews (1959) – Jerry Farrell
- My Dog, Buddy (1960) – Dr. Lusk
- Freckles (1960) – Wessner
- The Alamo (1960) – Capt. Almeron Dickinson
- Two Rode Together (1961) – Greeley Clegg
- How the West Was Won (1962) – Cpl. Ben (sem créditos)
- Cheyenne Autumn (1964) – Joe
- Robin Hood (1973) – Nutsy, the Vulture (voz)
- Pony Express Rider (1976) – Jed Richardson
- Legend of the Wild (1981)
- Lost (1983)
- Once Upon a Texas Train (1988) – Kelly Sutton (da gang de John Henry)
- Conagher (1991, TV Movie) – Seaborn Tay, Cattle Rancher

## Televisão
- A vida e a lenda de Wyatt Earp (1957) - episódio - Caminho de guerra - Major Hendericks (sem créditos)
- Gunsmoke (1959) - episódio - Change of Heart - Brisco
- Gunsmoke (1959) - episódio - Jayhawkers - Jacks
- Faça com que a arma viaje (1959–1960) - Monk
- Gunsmoke (1960) - episódio - Os Ex-Urbanistas - Jesse
- Wagon Train (1960) - episódio - A melhor história de Horace - Pappy Lightfoot
- Wagon Train (1960) - episódio - A história de Colter Craven - Kyle Cleatus
- Perry Mason (1960) - Tim Durant
- Sea Hunt (1961) - episódio - A história do polvo - Professor Dean Austin, Temporada 4, Episódio 20
- Ripcord (1961-1963) - Pára-quedista James (Jim) Buckley
- The Aquanauts (1961) - dois episódios - Horton / chefe de garçom
- Gunsmoke (1962-1975) - Festus
- Gunsmoke (1963) episódio - Lover Boy - Kyle Kelly
- Dias do Vale da Morte (1964) - Graydon's Charge - Graydon
- A vida e os tempos de Grizzly Adams (1978) - episódio - Era uma vez uma noite estrelada - Tio Ned
- Vega $ (1979) - Digger Dennison
- Como Ganhou o Oeste (1979) - Xerife Orville Gant
- A Rosa Amarela (1983-1984) - Hoyt Coryell
- Airwolf (1986) - Cecil Carnes Sr.
- No Calor da Noite (1990) - Tom McCaul
- Conagher (1991) - Tay nascido no mar